# Vladimír Karmazín
Vladimír Karmazín (* 8. července 1957 Tábor) je český manažer, speciální pedagog a bývalý policista, v letech 2005 až 2007 ředitel Televizního studia Brno, v letech 2018 až 2024 člen Rady České televize.

## Život
Pochází z Tábora, v roce 1986 nastoupil ke Sboru národní bezpečnosti, později byl zaměstnán na Inspekci ministra vnitra, kde pracoval do roku 2000. Další roky dělal zástupce ředitele na učilišti. Rovnou z něj nastoupil v roce 2005 bez výběrového řízení do čela brněnského studia České televize. Na podzim 2007 jej přivedl do pražského vedení ČT tehdejší generální ředitel Jiří Janeček a svěřil mu nově zřízený post provozního ředitele. Zastával také funkci vedoucího kanceláře generálního ředitele. Po odchodu Jiřího Janečka, který odstoupil koncem srpna 2011, řídil celou televizi, až do zvolení nového ředitele Petra Dvořáka. V lednu 2012 z České televize odešel.
Od května 2011 je jednatelem a společníkem s vkladem ve společnosti CARMANO CZE. V červnu 2018 upozornili Piráti, že „společnost je předlužená a jen za rok 2015 skončila se ztrátou 1,4 milionů Kč“. Dále také konstatovali, že „firma nedodržuje rejstříkový zákon i zákon o účetnictví, neboť nezveřejnila ve sbírce listin obchodního rejstříku finanční výkazy za rok 2016. Společnost poskytuje poradenství při zadávání veřejných zakázek, autodopravu, drobné stavební a zednické práce, údržba zahrad, pronájem strojů a zařízení či hlídací, bezpečnostní či mediální služby“.
Od května 2013 do listopadu 2014 byl místopředsedou hnutí Pro sport a zdraví. V červnu 2015 se stal novým ředitelem Odboru správy a majetku Českého rozhlasu. Na přelomu let 2015 a 2016 neúspěšně kandidoval na post generálního ředitele Českého rozhlasu.
V krajských volbách v roce 2016 kandidoval jako nestraník za stranu Rozumní na kandidátce subjektu „NE ILEGÁLNÍ IMIGRACI – PENÍZE RADĚJI PRO NAŠE LIDI“ (tj. Rozumní, ČSNS, ČSNS 2005 a DSZ) do Zastupitelstva Jihočeského kraje, ale neuspěl. V rámci této kandidatury uváděl své povolání jako „speciální pedagog“.
Dne 28. června 2018 byl zvolen členem Rady České televize. Dostal 80 hlasů (ke zvolení jich bylo třeba 74), a ve volbě tak porazil někdejšího vedoucího televizního pracovníka Marka Hladkého (4 hlasy) a bývalou senátorku ODS Irenu Ondrovou (57 hlasů).
Vladimír Karmazín žije ve městě Tábor. Je ženatý, jeho manželkou je Zora Karmazín Blümlová.